# Креснишкий Врх
Креснишкий Врх (словен. Kresniški Vrh) — поселення в общині Літія, Осреднєсловенський регіон, Словенія. Висота над рівнем моря: 574,1 м.